# ウチョウラン
ウチョウラン（学名：Ponerorchis graminifolia、シノニム Orchis graminifoliaは、着生ランの一種で、小柄な多年草。紫の花が美しいため、山野草として栽培されるが、そのため野生では非常に希少になっている。
漢字では羽蝶蘭と書かれる場合が多いが、これは最近になって使われるようになった当て字で、和名の語源は明確でない。

## 特徴
草丈5-20 cm前後。茎は斜上し、広線形の長さ3-10 cm、幅4-7 mmの葉が2-3枚付く。茎の先端に数から数十個の花をつけ、花色は通常は紅紫色。唇弁に濃紅紫色の斑紋と距がある。花期は5-8月。地下には小豆大から小指頭大の球根があり、春に新芽を出す。夏の生長期に1-3個程度の新球根ができ、秋に地上部が枯れ球根だけで越冬する。

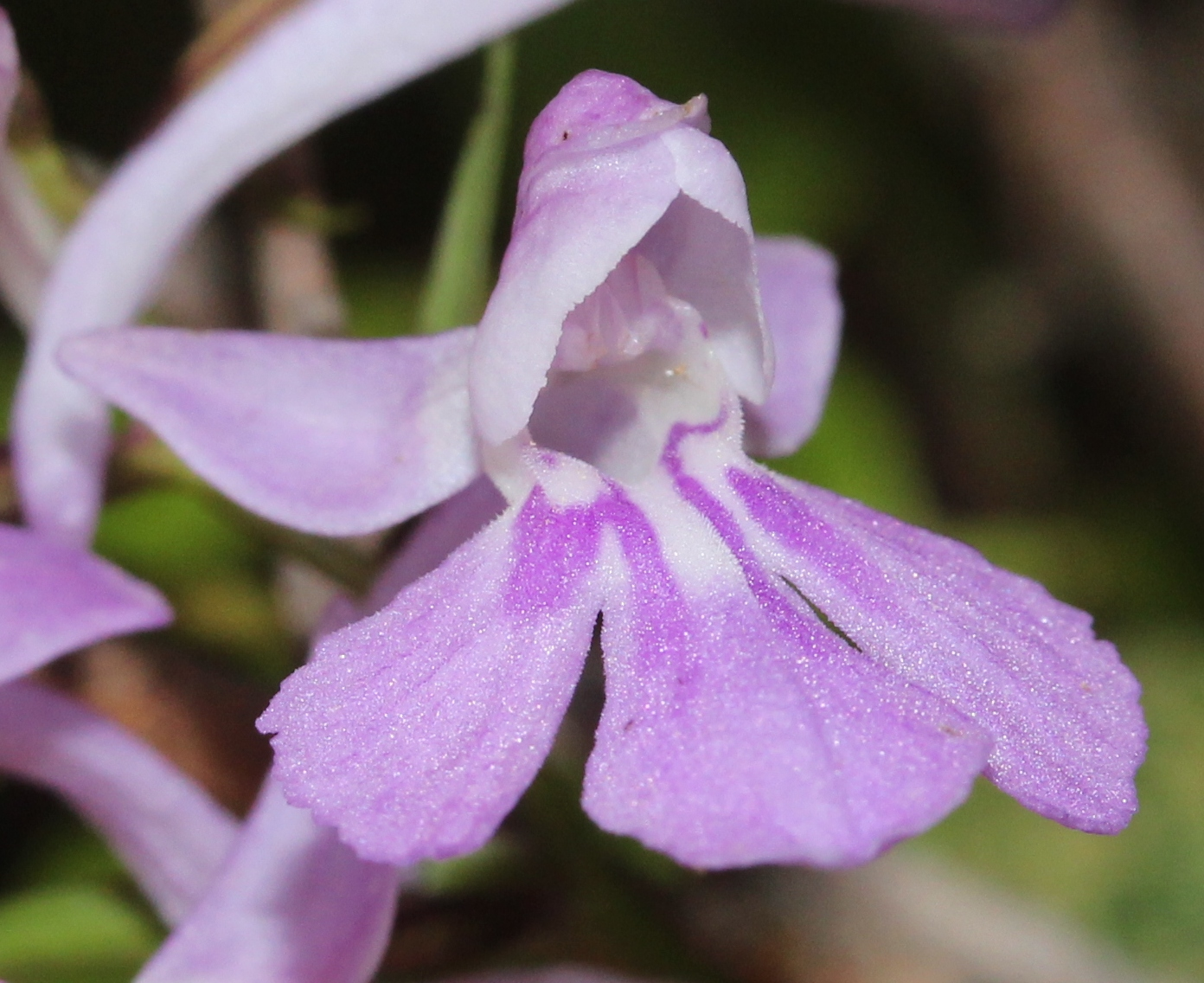
花の細部（正面）
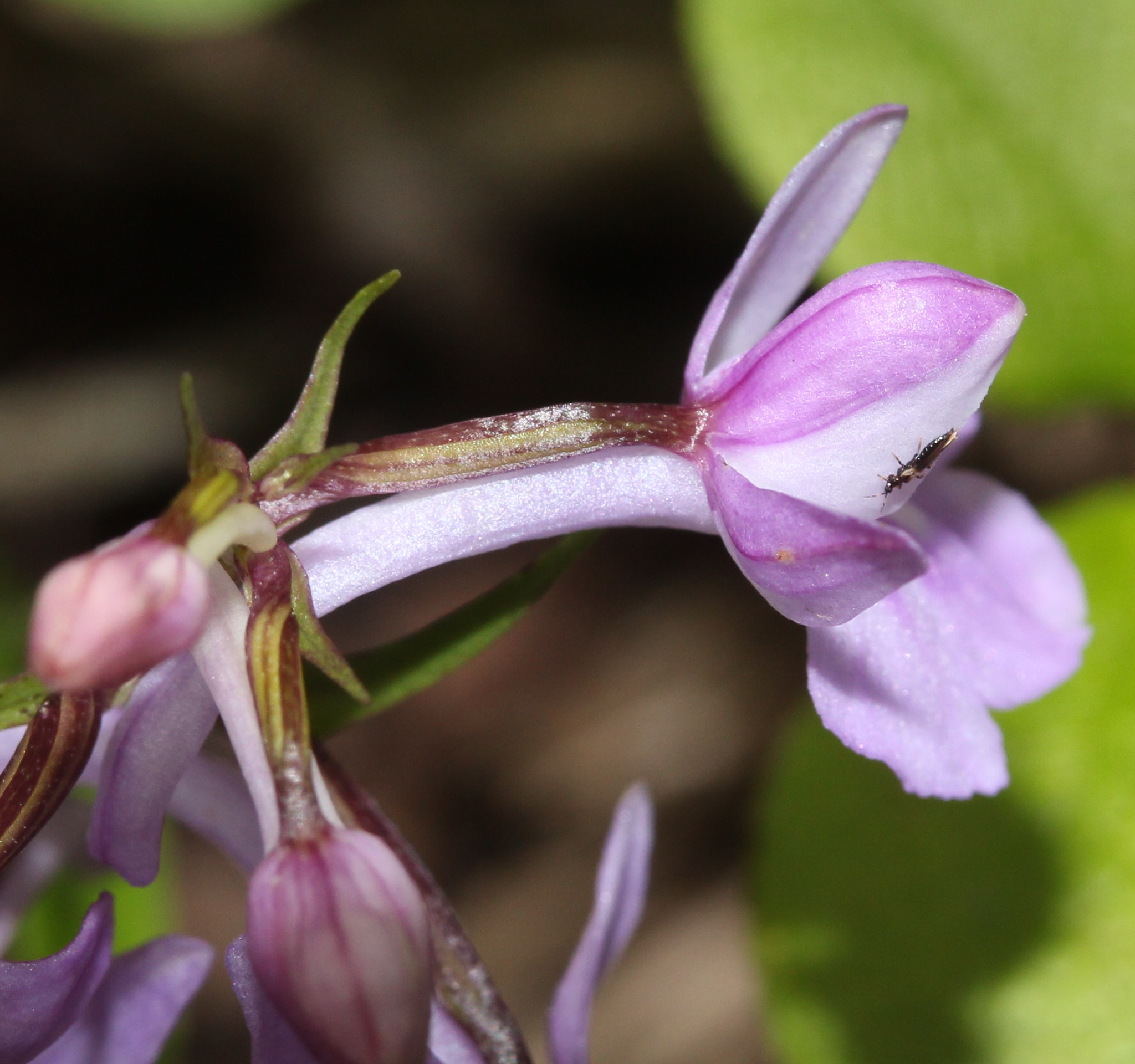
花の細部（側面）
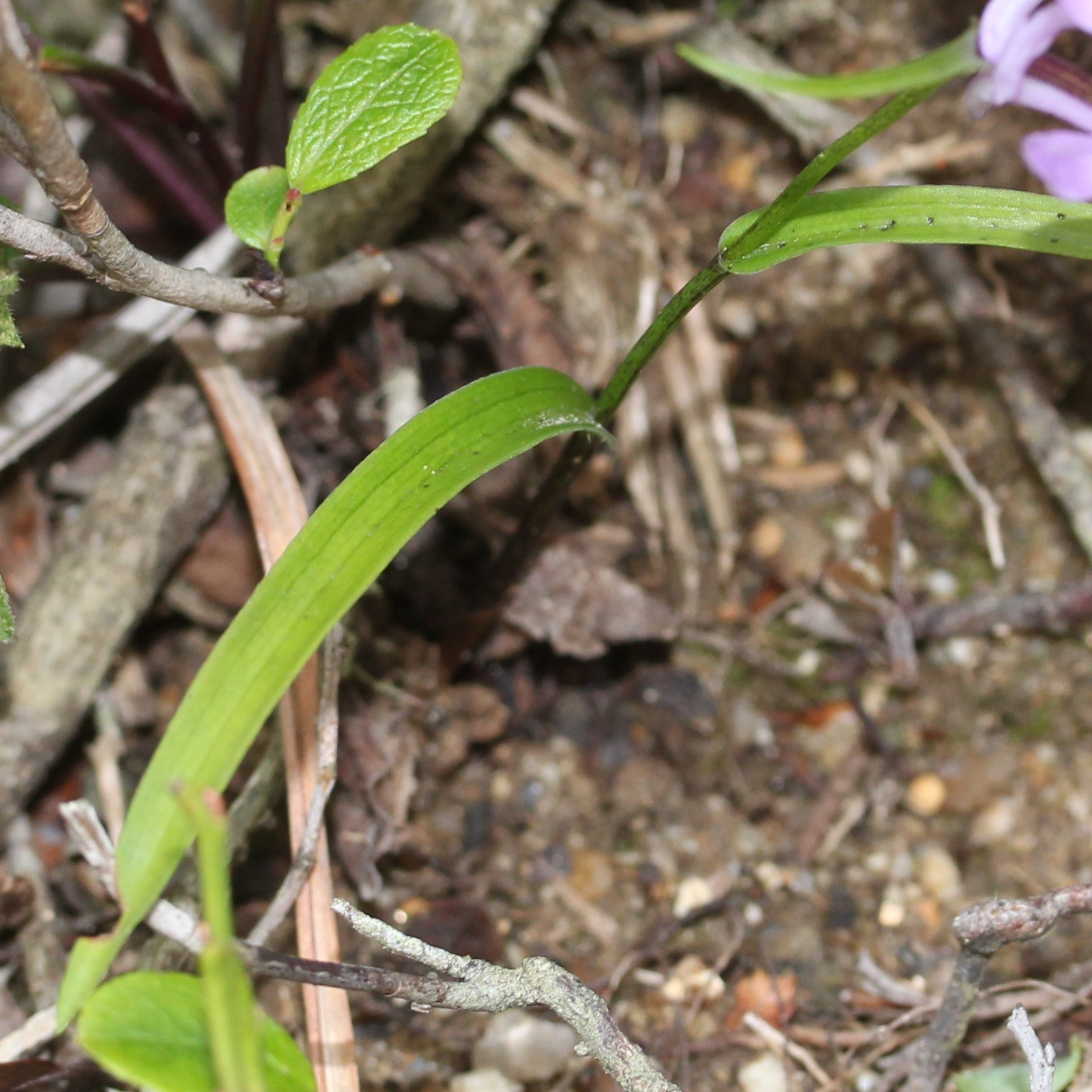
広線形の葉が2-3枚付く。

## 分布
朝鮮半島と日本に分布する。
日本では、本州（関東以西）、四国、九州に分布し、低山の岩場に自生する。環境省によるレッドリストで絶滅危惧II類の指定を受けている。
絶滅危惧II類 (VU)（環境省レッドリスト）
低山の湿った岩壁の、岩の隙間にたまった土や草木の根、苔の中などに自生する。霧のかかる岸壁などではイワヒバなどと共に見つかる。かつては人家の屋根に出たこともあるという。

## 園芸化までの流れ
昭和30年代までは山野草の一種として一部の愛好家が栽培するのみであったが、その時代に栽培方法が確立され、やがて地域変異や変異個体がコレクション的に収集されるようになった。
昭和40年代頃から「ウチョウランブーム」と言われるほど栽培収集が過熱し、希少個体は投機対象にもなった。価格の高騰と共に専業の採集人もあらわれ、商業的な大量採集がおこなわれた。この時期に野生個体は著しく減少し、野生絶滅、あるいはそれに近い状態となった個体群も多い。多くの自生地では現在にいたるまで個体数が回復していない。
その後、昭和60年代頃までに無菌播種などによる人工増殖技術が確立され、希少系統の大量増殖が可能となったため価格が暴落しはじめた。流通価格は一年ごとに半額になり、球根一つが数十万円で取引されていた品種が最終的に数千円まで値下がりした。あたかも近世ヨーロッパにおけるチューリップ・バブルを連想させるものがある。
現在は特別な品種を除けば、価格的に一般花卉と大差がなくなっている。
近年は園芸的な品種改良が進み、毎年のように新品種が発表されているが、最新品種には野生では生存が難しいと思われるものも多い。もはや園芸植物と呼ぶのが適切であろう。
ウチョウランでは組織培養などによって同一個体を量産することがそれほど容易ではないので、営利生産現場では主として無菌播種によって増殖がおこなわれる。播種から数年で開花株にまで育成され出荷される。日本国内に大量増殖をおこなっている専門業者が複数あり、少量ー中等量の生産をしている業者が多数、セミプロ的な生産をしている個人愛好家などもおり、人工増殖による生産品が安定して市場流通している。
現在、園芸生産品の大量流通によって、園芸的に見劣りがする野生個体の盗掘はほぼ無くなっている。というより取れるところは取り尽くされたとも言える。その反面、栽培下で維持されていた野生個体が栽培放棄されて消失するケースが出てきている。野生絶滅した個体群の栽培品をどう維持していくか、あるいは維持する必要は無いのか、公的な議論はほとんどされていない。

## 変種と地域個体群
ウチョウランには地域変異が多いが、その中でも形態的な特徴の目立つ3つの個体群が変種として記載されている。
- クロカミラン　(黒髪蘭、var. kurokamiana）
佐賀県の黒髪山産の地域個体群。黒髪山（標高518m）と、その連山の、青螺山（標高599m）周辺部の、近づくことも容易でない岩場の下100m附近から、中腹300m附近に、そそり立つ絶壁の岩肌に、イワヒバ、スゲ等と、混生生育する。クロカミランは、ウチョウランの仲間では、最も自生数量の少ない、この地固有の野生ランである。ウチョウランに比較して花茎が細く、草丈は5～20cm、平均では15cm前後となる。葉は、2枚～3枚、腰高に着き、すっきりした草姿である。葉幅は狭く、樋状で、背にそり湾曲する。葉裏の紫斑線は余り強く現れず、紫斑線のない個体も少なくない。稀に紫斑線の強く現れるものがあり、これらは鮮やかな紫紅花をつけてくれる。花は、唇弁は平均して豊かで、広幅舌のものが多く三裂相接し、正中線を中心に強く湾曲する個体が多い。特徴ある紫斑や紫点が鮮やかにしかも華麗な紋様を描き、すっきりした腰高の草姿と調和する。側萼片は長短があり、平肩咲きとなる。兜の部分は小さい。距は細く径1mm、直線的で長さも2～3mmと短い。そのため、たとえ20花以上の多花となってもうるさくなく、佳品と言われる一因である。
- サツマチドリ（薩摩千鳥、var. micrpunctata）
鹿児島県の下甑島産の地域個体群。年平均気温17～18℃、年降水量2500mm、冬期でも霜の降りることはない下甑島の断崖の岩隙にスゲなどと混生する。この種は昭和55年に新種として発表されたもので、ウチョウランの仲間としては新しいものである。花期はウチョウランの仲間では最も遅咲きで6月下旬～8月上旬。花序は草丈の4分の1位で、花は茎頃に密集し、15～30数花をつける。側萼片の先端は小さく、唇弁の横幅より短く8mm位、横一文字に平開する。距は細く径1.2mm、長さ6～8mm、子房より短い。唇弁上部は肩が張り、全体に円弁となるものが多い。最も特徴的なのは、唇弁の斑紋であり、数多くて細く、星群状に散るミクロの斑紋が見所でもある。
野生種としては耐暑性があり、栄養繁殖率も良い。育て易い園芸交配群の作出に利用された。
- アワチドリ（安房千鳥、var. suzukiana）
千葉県南部の低山に分布。花は基本種より小さいが着花数が多い。距は細く小さい。栄養繁殖しにくい。

この他の地域個体群は学術的にはすべてウチョウランだが、産地識別を目的とした通称名が使用されることも多い。通称名としてはクロシオチドリ（長崎県平戸島）、ショウドシマウチョウラン（香川県小豆島）、テバコチドリ（愛媛県手箱山）、サヌキチドリ（香川県）、ミマサカチドリ（岡山県）、オオウチョウラン（愛媛県石鎚山系）、ガンコラン（千葉県）など多数ある。
これらはすべて相互に自由に交配でき、交雑個体は雑種強勢によって栽培しやすくなる傾向がある。交雑個体も稔性があるため園芸品種では複雑な変種・個体群間交配が次々とおこなわれ、すでにどのような系統が起源なのか明らかでない場合が多い。
非交雑の純粋な野生系統は一般に栽培・増殖が難しいため、産地で郷土の花として維持・繁殖が試みられている場合を除いて、積極的に生産されている例は稀である。純粋な野生種が一般園芸店に流通することはほとんどなく、変種名で販売されている個体でも交雑種と思われるものが多い。園芸ラベルに記載されている種名は安易に信用してはならない。

## 近縁種と種間交配
ヒナチドリと種間交配が可能で、交雑種は人工交配によって初めて作出した鈴木吉五郎にちなんでスズチドリと呼ばれる（アワチドリの学名も彼に由来する）。この交雑種は自然界でも見つかっているが、基本的には不稔で一代限りとなる。ただしウチョウランなどに戻し交配した場合は稀に後代ができることがある。片親がクロカミランの場合はヒロチドリと呼ぶが、現在はスズチドリと区別されていないようである。
別属であるヒナランは遺伝的に遠縁のようで、交配しても通常は種子ができない。しかし交配後、早期に無菌播種（結果的に胚珠培養となった？）によって交雑苗を育成し、開花させた例が複数ある。なお、ヒナランは自家結実するため、交配には花粉親としてのみ使用できる。
近年イワチドリ、台湾産のアネチドリとの交配成功例が育種業者のブログで報告されているが、正式な報文は作成されておらず交配名も未登録である。